# Denise Braunschweig
Denise Braunschweig, geborene Demay (* 6. September 1918 in Clermont-Ferrand; † 14. März 1998 in Paris) war eine französische Kinderpsychiaterin und Psychoanalytikerin. Ihre speziellen Forschungsinteressen galten der Kinder- und Jugendpsychiatrie (französisch Pédopsychiatrie) sowie der Psychosomatik.

## Leben und Wirken
Braunschweig studierte zunächst Jurisprudenz und schloss dieses Studium mit einer licence et diplôme d'avocat (CAPA) ab, was sie zur Ausübung des Anwaltsberufes berechtigte. Hiernach studierte sie Psychologie und Medizin und erwarb einen Facharzt als Kinder- und Jugendpsychiaterin (eine spécialité médicale, genauer eine spécialiste en pédopsychiatrie). Später wandte sie sich der Psychoanalyse zu und wurde Mitglied der Société Psychanalytique de Paris. Mehrere Jahre praktizierte sie in der Kinderpsychiatrie, unter anderem am „Centre Georges-Amado“ in Vitry-sur-Seine und am „Hôpital de jour du 13e arrondissement“ in Paris, wo sie mit Serge Lebovici zusammenarbeitete.
Zusammen mit Pierre Marty, Catherine Parat, Michel de M’Uzan, Michel Fain gründete sie im Jahre 1972 in Paris das Institut de psychosomatique. Ab dem Jahre 1991 war sie Gründungsmitglied der Revue française de psychosomatique der sie als Redakteurin von Beginn an angehörte.
Sie war mit André Braunschweig (* um 1920) verheiratet, das Paar hatte zwei Söhne Jean-Michel und François Braunschweig.

## Schriften (Auswahl)
- Psychanalyse et réalité : à propos de la théorie de la technique psychanalytique. Presses Universitaires de France (PUf), Paris 1971
- Les procédés autocalmants. Revue française de psychosomatique, 4, 1993.
- Traces de Jung dans l’évolution théorique de Freud. Revue française de psychanalyse, 47, 1983, S. 1027–1044

- zusammen mit Michel Fain
- Eros et Antéros. Réflexions psychanalytiques sur la sexualité 1971 (2013), In Press, ISBN 2-84835-246-9
- La Nuit, le Jour. Essai psychanalytique sur le fonctionnement mental, collection « Le fil rouge ». PUF, Paris 1975, ISBN 2-13-033836-4
- Du démon du bien et des infortunes de la vertu. Revue française de psychosomatique, S. 151–172.
- Un aspect de la constitution de la source pulsionnelle. Revue française de psychanalyse, vol.45, n°1, 1981, S. 205–226